# Martín Gelabert Ballester
Martín Gelabert Ballester (6 de setembre de 1948, Manacor, Mallorca) és un frare dominic espanyol, doctor en teologia.

## Biografia
Es va llicenciar en teologia a la facultat de teologia de Friburg, a Suïssa, el 1974 i es doctorà el 1979 a la mateixa universitat amb la tesi La fe com a immortalització. Assaig d'interpretació teològica del pensament de Miguel de Unamuno. Actualment és professor de teologia a la facultat de teologia de Sant Vicent Ferrer de València, de la qual ha estat degà durant diversos anys i regent, des del 1980, de la càtedra de teologia fonamental i antropologia teològica.
El novembre del 2004 el mestre general de l'Orde de Predicadors va conferir-li el títol de «mestre en Sagrada Teologia», màxim honor que l'Orde dels Dominics concedeix als teòlegs més destacats. Posteriorment, l'any 2005, ingressà com acadèmic numerari a la Reial Acadèmia de Doctors d'Espanya amb un discurs d'ingrés amb el títol Parlar de la salvació a la terra des de la docta ignorància. El 2008 apadrinà a la Reial Acadèmia un altre dominic, fra Ángel Martínez Casado. Ha estat convidat per les universitats i centres culturals de països llatinoamericans per impartir-hi cursos i conferències.

## Obra
Fins al dia d'avui té publicats més de 20 llibres originals, alguns dels quals han estat traduïts a diverses llengües. D'altres molts llibres han estat escrits en col·laboració amb altres autors. Els articles teològics i de divulgació són incomptables. Martín Gelabert és actualment un dels més importants i reconeguts teòlegs espanyols, no només per com d'abundant són les seves publicacions, sinó per la intensitat, la densitat i la profunditat dels seus escrits. Destaca sobretot la claredat en la seva forma d'expressar-se. La profunditat i valentia amb què afronta qualsevulla temàtica teològica que abasta el camp de la seva especialitat, la teologia fonamental i l'antropologia teològica.
Està influenciat per autors que han dibuixat el seu pensament teològic o han marcat el seu camí: Sant Tomàs d'Aquino, Luter, Søren Kierkegaard, Edward Schillebeeckx, Miguel de Unamuno, Zubiri…